# Sudanski građanski rat (2023. - )
Sudanski građanski rat vodi se između dvije glavne suparničke frakcije vojne vlade Sudana, Sudanskih oružanih snaga (SAF) pod vodstvom Abdela Fattaha al-Burhana i paravojnih Snaga za brzu potporu (RSF) i njihovih saveznika (zajedničkim imenom Janjaweed koalicija) pod vođom Hemedtijom. Započeo je tijekom ramazana 15. travnja 2023. godine. Tri manje (neutralne) frakcije sudjelovale su u borbama: Združene zaštitne snage Darfura, SLM (al-Nur) pod Abdul Wahidom al-Nurom i SPLM-N pod Abdelazizom al-Hiluom. Borbe su koncentrirane oko glavnog grada Khartouma (najveća i početna bitka u ratu) i regije Darfur. Do 8. rujna 2024. najmanje 20 000 ljudi je ubijeno, a 33 000 ih je ranjeno. Do 5. srpnja 2024. više od 7,7 milijuna bilo je interno raseljeno, a više od 2,1 milijun drugih pobjeglo je iz zemlje kao izbjeglice, a mnogi civili u Darfuru su prijavljeni kao mrtvi kao dio Masalit masakra.
Rat je započeo napadima RSF-a na vladine lokacije dok su zračni napadi, topništvo i pucnjava bili prijavljeni diljem Sudana. Gradovi Khartoum i Omdurman bili su podijeljeni između dvije zaraćene frakcije, a al-Burhan je preselio svoju vladu u Port Sudan dok su snage RSF-a zauzele većinu vladinih zgrada u Khartoumu. Pokušaji međunarodnih sila da pregovaraju o prekidu vatre kulminirali su Ugovorom iz Jeddaha u svibnju 2023., koji nije uspio zaustaviti borbe i naposljetku je napušten.
Tijekom sljedećih nekoliko mjeseci došlo je do zastoja, tijekom kojeg su se dvjema stranama pridružile pobunjeničke skupine koje su se prethodno borile protiv sudanske vlade. Do sredine studenog, frakcije Minni Minnawi i Mustafa Tambour Sudanskog oslobodilačkog pokreta službeno su se pridružile ratu u potpori SAF-u, zajedno s Pokretom za pravdu i jednakost (JEM). Nasuprot tome, pokret Tamazuj udružio je snage s RSF-om, dok je frakcija Abdelaziz al-Hilu Sudanskog narodnooslobodilačkog pokreta – Sjever napala položaje SAF-a na jugu zemlje.
Počevši od listopada 2023., zamah se počeo kretati prema RSF-u, jer je paravojska porazila vojne snage u Darfuru i ostvarila uspjehe u državi Khartoum, Kordofan i državi Gezira. Od veljače 2024. SAF je postigao uspjehe u Omdurmanu. Od lipnja 2024. RSF je ostvario napredak u državi Sennar. Daljnji pregovori između zaraćenih strana do sada nisu dali značajnije rezultate, dok su mnoge zemlje pružile vojnu ili političku potporu al-Burhanu ili Hemedtiju.
Od rujna 2024., SAF je postigla značajne uspjehe u sjevernom Khartoumu (koji se naziva i Bahri).